# Rupnikov proces
Rupnikov proces je naziv za sodni proces po drugi svetovni vojni, na katerem so sodili šestim pomembnim okupatorjevim sodelavcem in izvajalcem okupatorjeve politike. Proces je potekal od 21. do 30. avgusta 1946 pred vojaškim sodiščem IV. armade v Ljubljani. Obtoženci so bili general slovenskega domobranstva in prezident ljubljanske pokrajine Leon Rupnik, nemški SS-Obergruppenführer Erwin Rösener, ljubljanski škof Gregorij Rožman, član emigrantske jugoslovanske vlade Miha Krek, domobranski častnik Milko Vizjak in upravnik ljubljanske policije Lovro Hacin.

## Proces
Proces se je začel 21. avgusta 1946 ob 8. uri, obtožnica pa je vsebovala enajst točk. Gregoriju Rožmanu in Mihu Kreku se je sodilo v odsotnosti. Obsodba je bila razglašena 30. avgusta, izrečene so bile tri smrtne kazni in tri dolgoletne kazni prisilnega dela:
- Leon Rupnik je bil obsojen na usmrtitev pred strelskim vodom,
- Erwin Rösener in Lovro Hacin sta bila obsojena na smrt z obešenjem,
- Milko Vizjak je bil obsojen na 20 let prisilnega dela,
- Gregorij Rožman je bil obsojen na 18 let prisilnega dela,
- Miha Krek je bil obsojen na 15 let prisilnega dela.

Vsem sta bili odrejeni tudi začasna ali trajna izguba državljanskih pravic ter zaplemba premoženja. Usmrtitve so bile izvedene 4. septembra 1946. Vizjak je bil po nekaj letih prestajanja kazni predčasno izpuščen, medtem ko sta Rožman in Krek do smrti živela v tujini in prestajanja nista nikoli nastopila.

## Kritika in kasnejši postopki
Tako kot ostali povojni sodni procesi je bil tudi Rupnikov proces kritiziran kot politični proces, ki naj bi bil izveden mimo mednarodno veljavnih pravnih načel v korist komunistične oblasti.
Po zahtevi ljubljanske nadškofije za revizijo procesa proti Gregoriju Rožmanu je leta 2007 Vrhovno sodišče Republike Slovenije ugotovilo bistvene kršitve kazenskega postopka, zaradi katerih je razveljavila obsodbi Rožmana in Kreka ter zadevo vrnila v novo sojenje Okrožnemu sodišču. Slednje je leta 2009 postopek ustavilo.
Januarja 2020 je Vrhovno sodišče razveljavilo Rupnikovo obsodbo, saj ta ni bila v skladu s tedanjimi pravnimi načeli. Sodišče je presodilo, da tedanja sodba vojaškega sodišča v nekaterih točkah ni bila obrazložena.